# Liste der Baudenkmäler in Espelkamp
Die Liste der Baudenkmäler in Espelkamp enthält die denkmalgeschützten Bauwerke auf dem Gebiet der Stadt Espelkamp im Kreis Minden-Lübbecke in Nordrhein-Westfalen (Stand: Januar 2021). Diese Baudenkmäler sind in der Denkmalliste der Stadt Espelkamp eingetragen; Grundlage für die Aufnahme ist das Denkmalschutzgesetz Nordrhein-Westfalen (DSchG NRW).

## Legende
- Bild: zeigt ein Bild des Baudenkmals
- Bezeichnung: nennt den Namen bzw. die Bezeichnung des Baudenkmals
- Lage: gibt die Straße und Hausnummer des Baudenkmals an (sofern vorhanden) sowie die Lage auf einer Karte an
- Beschreibung: liefert weitere Informationen zum Baudenkmal
- Bauzeit: gibt das Jahr der Fertigstellung an bzw. den Zeitraum der Errichtung
- Eingetragen seit: gibt die Eintragung in die Denkmalliste an
- Denkmal Nr.: gibt die Nummer des Baudenkmals, mit dem es in der Denkmalliste steht, an

## Liste der Baudenkmäler in Espelkamp
| Bild           | Bezeichnung                                         | Lage                                             | Beschreibung                                                          | Bauzeit                               | Eingetragen seit                             | Denkmal- nummer |
| -------------- | --------------------------------------------------- | ------------------------------------------------ | --------------------------------------------------------------------- | ------------------------------------- | -------------------------------------------- | --------------- |
| weitere Bilder | Wassermühle                                         | Fiestel Gestringer Straße 78 Karte               | Nutzung teilweise als Wohngebäude                                     |                                       | 10.05.1982                                   | 1               |
| BW             | Fachwerkhaus                                        | Isenstedt Diepenauer Straße 75 Karte             | Nutzung als Wohnhaus                                                  |                                       | 09.06.1983                                   | 2               |
| BW             | Fachwerkhaus                                        | Frotheim Tonnenheider Straße 31 Karte            | Nutzung als Wohnhaus                                                  |                                       | 23.06.1983                                   | 3               |
| BW             | Fachwerkhaus                                        | Frotheim Brökerstraße 6 Karte                    | Nutzung als Wohnhaus                                                  |                                       | 18.05.1984                                   | 4               |
| BW             | Fachwerkhaus                                        | Isenstedt Im Dorfe 9 Karte                       | umgebaut zum Wohnhaus                                                 |                                       | 20.09.1984                                   | 5               |
| BW             | Vierständerfachwerkhaus                             | Fabbenstedt Tirrenstraße 6 Karte                 | Nutzung als Wohnhaus                                                  | 1829                                  | 11.09.1986                                   | 7               |
| weitere Bilder | Alte Klus                                           | Frotheim Kösterstraße 6 Karte                    |                                                                       | 1818                                  | 23.10.1986                                   | 8               |
| weitere Bilder | Fachwerkwohnhaus                                    | Fiestel Ellerburg 3 Karte                        | Nutzung als Wohnhaus                                                  |                                       | 18.12.1986                                   | 9               |
| BW             | Brücke                                              | Gestringen Brückenstraße Karte                   |                                                                       |                                       | 06.03.1987                                   | 10              |
| BW             | Empfangsgebäude mit Güterschuppen am Bahnhof        | Gestringen Bahnstraße 1 Karte                    | Versammlungsraum                                                      |                                       | 06.03.1987                                   | 11              |
| BW             | Vierständerfachwerkhofhaus                          | Frotheim Kösterstraße 11 Karte                   | Nutzung als Wohnhaus                                                  | um 1910                               | 13.04.1988                                   | 12              |
| weitere Bilder | Fachwerkständerscheune                              | Frotheim Stellerieger Straße 17 Karte            | Nutzung als Ausstellung alter Handwerksgeräte durch den Heimatverein  | 1750                                  | 20.03.1987                                   | 13              |
| BW             | Fachwerkhaus                                        | Frotheim Stellerieger Straße 35 Karte            | Nutzung als Wohnhaus                                                  | 1810                                  | 20.03.1987                                   | 14              |
| weitere Bilder | Kirchengebäude und Pfarrhaus                        | Isenstedt Kirchstraße 31 und 33 Karte            | Kirchengebäude und Pfarrhaus                                          | Kirche 1878–1880, Pfarrhaus 1880–1882 | 20.03.1987                                   | 15              |
| BW             | Giebelfront des Fachwerkhofgebäudes                 | Isenstedt Blankenhorststraße 5 Karte             | Nutzung als Wohnhaus                                                  |                                       | 20.03.1987                                   | 16              |
| weitere Bilder | Erbbegräbnis                                        | Fiestel Benkhauser Straße Karte                  |                                                                       | 1773                                  | 20.03.1987                                   | 17              |
| BW             | Geschlossener jüdischer Friedhof                    | Altgemeinde Espelkamp Auf der Heide Karte        |                                                                       | um 1737–1940                          | 20.03.1987                                   | 18              |
| BW             | Fachwerkspeicher                                    | Fabbenstedt Benkhauser Straße 7 Karte            | Nutzung als Wohnhaus                                                  | 1900                                  | 20.03.1987                                   | 19              |
| BW             | Fachwerkhaus                                        | Fiestel Hammoor 4 Karte                          | Nutzung als Wohnhaus                                                  |                                       | 20.03.1987                                   | 20              |
| BW             | Zweiständerfachwerkhaus                             | Frotheim Kösterstraße 10 Karte                   |                                                                       |                                       | 20.03.1987                                   | 21              |
| BW             | Gaststätte „Schröder’s Schankwirtschaft“            | Fiestel Heinrich-Knolle-Weg 4 Karte              | Nutzung als Gaststätte und Wohnhaus                                   |                                       | 20.03.1987                                   | 22              |
| BW             | Zweiständerfachwerkhaus                             | Frotheim Hinter den Hörsten 3 Karte              | Nutzung als Wohnhaus                                                  | 1824                                  | 04.05.1987                                   | 23              |
| weitere Bilder | Schloss Benkhausen                                  | Fiestel Schlossallee 1 (Neustadtstraße 40) Karte | Nutzung als Schulungsstätte der Gauselmann-Gruppe und Automatenmuseum | 1657–1683                             | 19.05.1987 Ergänzung: 14.03.2011, 05.06.2012 | 24              |
| BW             | Fachwerkhaus                                        | Fabbenstedt Stoltenort 3 Karte                   | Nutzung als Wohnhaus                                                  | 1734/1864                             | 04.09.1987                                   | 25              |
| BW             | Zweiständerfachwerkhaus einschl. Fachwerkstallanbau | Isenstedt Ammerstraße 8 Karte                    | Nutzung als Wohnhaus                                                  |                                       | 17.08.1988                                   | 26              |
| weitere Bilder | Zweiständerfachwerkhaus                             | Fiestel Ringstraße 36 Karte                      | keine Nutzung, verfällt                                               |                                       | 30.11.1988                                   | 27              |
| BW             | Fachwerkhaus                                        | Vehlage Vehlager Straße 14 Karte                 | Nutzung als Wohnhaus                                                  |                                       | 17.05.1989                                   | 28              |
| BW             | Zweiständerfachwerkhaus                             | Fabbenstedt Im Bogen 4 Karte                     | Nutzung als Wohnhaus                                                  | 1836                                  | 17.12.1990                                   | 29              |
| BW             | Hofhaus                                             | Isenstedt Blankenhorststraße 1 Karte             | Nutzung als Wohnhaus                                                  | 1904                                  | 08.12.1993                                   | 30              |
| BW             | Fachwerkhaus „Büttemeyer’s Hof“                     | Isenstedt Lübbecker Straße 14 Karte              | Nutzung als Ausbildungsstätte des Ludwig-Steil-Hofes                  | 1806                                  | 04.02.2000                                   | 31              |
| BW             | Hücker Mühle                                        | Gestringen Bahnstraße 3 Karte                    | Nutzung als Wohngebäude und Praxis                                    |                                       | 02.03.2004                                   | 32              |
| BW             | Zweiständer-Fachwerkbau                             | Frotheim Waldfriedensstraße 2 Karte              | Nutzung als Wohnhaus                                                  |                                       | 19.01.2006                                   | 33              |
| weitere Bilder | Bahnhofsgebäude                                     | Espelkamp Zentrum Am Bahnhof 1–3 Karte           | Nutzung als Bahnhofsgebäude, Vereinsheim, Postfiliale                 | 1960                                  | 15.06.2011                                   | 34              |
| BW             | Martinshaus                                         | Espelkamp Zentrum Rahdener Straße 15 Karte       | Kirchengebäude, Versammlungsstätte                                    | 1939                                  | 03.08.2011                                   | 35              |
| weitere Bilder | Thomaskirche                                        | Espelkamp Zentrum Isenstedter Straße 100 Karte   | Nutzung als Kirche                                                    | 1960–1963                             | 09.06.2016                                   | 36              |

### Ehemalige Baudenkmäler
| Bild           | Bezeichnung   | Lage                            | Beschreibung                                                  | Bauzeit | Eingetragen seit | Denkmal- nummer |
| -------------- | ------------- | ------------------------------- | ------------------------------------------------------------- | ------- | ---------------- | --------------- |
| weitere Bilder | Gut Ellerburg | Fiestel Ellerburg 1 und 2 Karte | wurde abgebrochen bis auf die Grundmauern, jetzt Bodendenkmal |         | 11.09.1986       | 6               |